# باميلا فابر
باميلا فابر (بالإنجليزية: Pamela Faber؛ بالإسبانية: Pamela Faber) هي لغوية أمريكية وإسبانية، ولدت في 27 فبراير 1950 في الولايات المتحدة.